# Айнабеков, Мейрамхат Карибекович
Мейрамха́т Карибе́кович Айнабе́ков (р. 4 ноября 1953) — бывший аким города Семей.

## Биография
Происходит из подрода мамадайыр рода Куандык племени аргын.
Работал председателем комитета по физической культуре и спорту Аягузского, заведующим организационным отделом Чубартауского райисполкомов, затем инструктором, заведующим организационным отделом Чубартауского райкома партии, заместителем председателя Чубартауского райисполкома, вторым секретарем Чубартауского райкома партии. 
С 1992 по 2000 год — генеральный директор многоотраслевой компании «Сары-Арка», председатель Семипалатинского областного территориального комитета по госимуществу, первый заместитель акима города Семипалатинска. С 2001 по 2007 год директор, председатель Совета директоров АО «Казполиграф».
Являлся членом Совета предпринимателей при Президенте Республики Казахстан, членом координационного Совета Общенационального Союза предпринимателей и работодателей Казахстана «Атамекен», заместителем председателя экономического Совета при Акиме Восточно-Казахстанской области.
Распоряжением акима Восточно-Казахстанской области от 12 марта 2007 года № 36-к назначен акимом города Семей.
Избирался депутатом областного маслихата. Неоднократно проходил обучение за рубежом (в США, ФРГ, Голландии, Израиле).
В августе 2022 года избран председателем общественного совета Абайской области.

## Награды
Награждён орденом «Құрмет», благодарственными письмами Президента Республики Казахстан, юбилейными медалями, почетными грамотами.

## Семья
Дети: Сабыр-Рахат.Ерлан-бек.Ак-Баян.